# Сакарија (вилајет)
Сакаријски вилајет (тур. Sakarya ili) је вилајет у Турској, на обали Црног мора. Река Сакарија ствара мрежу естуара у вилајету. 
Сакарија се налази у Мраморној регији. Суседни вилајети су Коџаели на западу, Билеџик на југу, Болу на југоистоку и Дузџе на истоку. Престоница вилајета је Адапазар. Клима је медитеранска с обзиром на то да се налази на обали Црног мора.
Сакарија се налази на ауто-путу Анкара-Истанбул. Повезана је и цестама и железницама. Сакарија се служи истанбулским аеродромом Сабиха Гокчен.

## Историја
Сакарија датира чак до 378. п. н. е. Антички насељеници укључују Фригијце, Битинијце, Кимеријце, Лидијце и Персијанце, али је Сакарија добила свој идентитет од Римљана и Византинаца. Један од остатака од највећег историјског значаја је Јустинијанов мост (тур. Beş Köprü) кога је дао саградити византијски цар Јустинијан године 533.

## Окрузи
Сакаријски вилајет је подељен на 16 округа (престоница је подебљана):
- Адапазар
- Акјази
- Арифије
- Феризли
- Еренлер
- Гејве
- Хендек
- Карапурчек
- Карасу
- Кајнарџа
- Коџаали
- Памукова
- Сапанџа
- Сердиван
- Согутлу
- Таракли